# زیولایت
زیوُلایت یا زیوُلات (به لاتین: Zaiwalat) بزرگترین حوزه از پنج حوزه اداری ولسوالی جلریز در ولایت میدان وردک، افغانستان، در امتداد شاهراه کابل-بهسود، در غرب کوته عشرو و در شرق شهر جلریز می‌باشد. این حوزه کاملا پشتون‌نشین است. زیولایت ۲٬۳۰۳ متر بالاتر از سطح دریا واقع شده‌است.
در سال ۲۰۱۰ این روستا حدود ۳۰۰ نفر جمعیت داشت. این منطقه عمدتاً پشتون‌ها زندگی می‌کنند و باغ‌های وسیعی در مجاورت آن قرار دارند.

## تاریخچه
در سال ۲۰۰۹، کاروان‌های آمریکایی در روستای زیوالات که عمدتاً پشتون‌نشین است، در کمین طالبان قرار گرفتند. ایالات متحده تلافی کرد و در ساعت ۳:۱۵ صبح روز ۱۹ نوامبر ۲۰۰۹ به روستا حمله کرد و ۹ نفر از مردم محلی، از جمله حبیب الرحمن، یک مظنون طالبان را دستگیر کرد و آنها را با هلیکوپتر برای بازجویی سه روزه به ریش خور برد.
در سال ۲۰۱۴، یک پل ۱۲ متری (۳۹ فوت) در زیوالات ساخته شد. در سپتامبر ۲۰۱۶، ۱۱ مرد از روستا توسط افراد مسلح ناشناس ربوده شدند. پس از ۲۰ روز، گروهی از مردم روستا با حمله مسلحانه به گروه ناشناس که طالبانی بودند، توانستند ۱۱ گروگان را آزاد کنند.

## اقتصاد
این منطقه با باغ‌های وسیع تولیدکننده میوه‌هایی مانند سیب، زردآلو و هلو است،